# 血餅
血餅（けっぺい。英: blood clot、独: Blutkuchen、仏: caillot）とは、赤血球、白血球、血小板、線維素などからなる塊。または血液から血漿などを作った際の残滓。止血や損傷部の回復に役に立つ。

## 関連
- フィブリン
- トロンビン
- 血清

## 参考資料
- l'Hématologie[要文献特定詳細情報]
- 血餅 - コトバンク、2021年8月30日閲覧